# امستی (کالیفرنیا)
امستی، کالیفرنیا (به انگلیسی: Amesti, California) یک منطقهٔ مسکونی در ایالات متحده آمریکا است که در کالیفرنیا واقع شده‌است.

## خصوصیات
امستی ۷٫۹۱۴ کیلومترمربع مساحت و ۳٬۴۷۸ نفر جمعیت دارد و ۴۵ متر بالاتر از سطح دریا واقع شده‌است.